# Липучка (фильм)
«Липучка» (англ.  Flypaper) — комедийный детектив режиссёра Роба Минкоффа, в главных ролях Патрик Демпси, Эшли Джадд, Тим Блейк Нельсон и Пруитт Тейлор Винс. Премьера состоялась на кинофестивале «Сандэнс» 28 января 2011 года. В России фильм вышел 25 августа 2011 года.

## Сюжет
Перед самым закрытием в банк врываются две группы грабителей. Посетители и работники банка оказываются между двух огней. Один из посетителей старается примирить представителей двух криминальных групп — ведь это единственный шанс выжить для тех, кто оказался в банке, а для него шанс произвести впечатление на девушку-кассира, в которую он влюбился с первого взгляда. Постепенно герой понимает, что, похоже, все, кроме него, оказались в этом банке в момент ограбления не случайно.

## В ролях
- Патрик Демпси — Трипп
- Эшли Джадд — Кейтлин
- Тим Блейк Нельсон — «Арахис»
- Пруитт Тейлор Винс — «Желе»
- Мэтт Райан — Гейтс
- Мехи Файфер — Дарриен
- Джон Вентимилья — Вайнштейн
- Джеффри Тэмбор — Гордон Блайт / Вайселлас Драм
- Адриан Мартинес — мистер Клин
- Октавия Спенсер — Мэдж
- Роб Хубель — Рекс
- Кёртис Армстронг — Митчелл
- Наталья Сафран — швейцарская дама

## Съёмки
Съёмки проходили в Батон-Руже в июне 2010 года.